# Dió d'Alexandria
Dió d'Alexandria (grec antic: Δίων, llatí: Dion) fou un filòsof i acadèmic grec del segle i aC nascut a Alexandria.
Va ser enviat pels alexandrins com a ambaixador a Roma per queixar-se de la conducta del seu rei, Ptolemeu XII Auletes (80 aC-58 aC), però en arribar a Roma va ser enverinat per agents secrets del rei. El principal sospitós de l'assassinat fou Marc Celi Rufus, segons diuen Ciceró i Estrabó.